# Eleições estaduais em Mato Grosso em 1947
As eleições estaduais em Mato Grosso em 1947 ocorreram em 19 de janeiro, como parte das eleições no Distrito Federal, em 20 estados e nos territórios federais do Amapá, Rondônia e Roraima. No caso de Mato Grosso, o PSD elegeu o governador Arnaldo Figueiredo (cujo substituto imediato seria o presidente da Assembleia Legislativa) e o senador Filinto Müller, além da maioria dentre os dois deputados federais e trinta estaduais vitoriosos nas urnas.
Nascido em Rosário Oeste, Arnaldo Figueiredo é engenheiro agrônomo formado pela Universidade Federal de Pelotas em 1914 e ao voltar a Mato Grosso fez demarcações nas áreas de seringais até fixar-se em Campo Grande. Nesta cidade, (capital do futuro estado de Mato Grosso do Sul) foi eleito vice-prefeito em 1919 e assumiu a prefeitura no ano seguinte após a renúncia do titular. Eleito prefeito em 1923, anos mais tarde ocupou o governo separatista de Mato Grosso após a Revolução Constitucionalista de 1932. Fundou, junto a outras personalidades, o Rotary Clube de Campo Grande em 1939 tornando-se o seu primeiro presidente e em 1944 elegeu-se governador do distrito 28 do Rotary Clube. Derrotado na eleição para senador via PSD em 1945, foi eleito governador de Mato Grosso em 1947, sendo empossado em 8 de abril daquele ano.
Quanto à disputa para senador o vitorioso foi Filinto Müller, cuja vida militar teve início na Escola Militar do Realengo. Nascido em Cuiabá, participou do Tenentismo e da Revolução de 1930, foi chefe de polícia no Estado Novo e nesse cargo prendeu e extraditou Olga Benário Prestes à Alemanha Nazista em 1942 e nos meses finais da Era Vargas trabalhou no gabinete do ministro da Guerra, Eurico Gaspar Dutra. Na política foi um dos fundadores do PSD e era presidente do diretório estadual de Mato Grosso quando perdeu a eleição para senador em 1945, mas em 1947 foi eleito para o cargo em questão.

## Resultado da eleição para governador
Foram apurados 41.039 votos nominais.
| Candidatos a governador do estado | Candidatos a vice-governador | Número | Coligação           | Votação | Percentual |
| --------------------------------- | ---------------------------- | ------ | ------------------- | ------- | ---------- |
| Arnaldo Figueiredo PSD            | Não havia -                  | -      | PSD (sem coligação) | 21.421  | 52,20%     |
| Dolor de Andrade UDN              | Não havia -                  | -      | UDN (sem coligação) | 19.618  | 47,80%     |
| Fontes:                           |                              |        |                     |         |            |

## Resultado da eleição para senador
Foram apurados 40.022 votos nominais.
| Candidatos a senador da República | Candidatos a suplente de senador | Número | Coligação           | Votação | Percentual |
| --------------------------------- | -------------------------------- | ------ | ------------------- | ------- | ---------- |
| Filinto Müller PSD                | Ver abaixo -                     | -      | PSD (sem coligação) | 21.930  | 54,79%     |
| João Celestino Corrêa Cardoso UDN | Ver abaixo -                     | -      | UDN (sem coligação) | 18.092  | 45,21%     |
| Fontes:                           |                                  |        |                     |         |            |

## Resultado da eleição para suplente de senador
Foram apurados 34.839 votos nominais.
| Candidatos a senador da República | Candidatos a suplente de senador    | Número | Coligação           | Votação | Percentual |
| --------------------------------- | ----------------------------------- | ------ | ------------------- | ------- | ---------- |
| Ver acima -                       | João Gentil da Silva PSD            | -      | PSD (sem coligação) | 17.891  | 51,35%     |
| Ver acima -                       | Francisco Eduardo Rangel Torres UDN | -      | UDN (sem coligação) | 9.272   | 26,61%     |
| Ver acima -                       | Ranulfo Corrêa UDN                  | -      | UDN (sem coligação) | 5.187   | 14,89%     |
| Ver acima -                       | Ataíde Bastos UDN                   | -      | UDN (sem coligação) | 2.489   | 7,15%      |
| Fontes:                           |                                     |        |                     |         |            |

## Deputados federais eleitos
São relacionados os candidatos eleitos com informações complementares da Câmara dos Deputados.

Representação eleita
  PSD: 2

Fonteː
| Deputados federais eleitos | Partido | Votação | Percentual | Cidade onde nasceu | Unidade federativa |
| Pereira Mendes             | PSD     | 8.198   |            | Cuiabá             | Mato Grosso        |
| Vandoni de Barros          | PSD     | 6.767   |            | Corumbá            | Mato Grosso do Sul |
| Fontes:                    |         |         |            |                    |                    |

## Deputados estaduais eleitos
Estavam em jogo 30 cadeiras na Assembleia Legislativa de Mato Grosso.

Representação eleita
  PSD: 16
  UDN: 11
  PCB: 2
  PTB: 1

Fonteː
| Deputados estaduais eleitos | Partido | Votação | Percentual | Cidade onde nasceu          | Unidade federativa |
| Italívio Coelho             | UDN     | 1.521   | 3,70%      | Rio Brilhante               | Mato Grosso do Sul |
| Licinio Monteiro da Silva   | PSD     | 1.470   | 3,58%      | Nossa Senhora do Livramento | Mato Grosso        |
| Valdir dos Santos Pereira   | PSD     | 1.397   | 3,40%      | Campo Verde                 | Mato Grosso        |
| José Henrique Hastenreiter  | PSD     | 1.266   | 3,08%      | Muriaé                      | Minas Gerais       |
| Virgílio Correia            | PSD     | 1.120   | 2,72%      | Cuiabá                      | Mato Grosso        |
| José Gonçalves de Oliveira  | PSD     | 1.075   | 2,61%      | Primavera do Leste          | Mato Grosso        |
| Jari Gomes                  | PSD     | 1.008   | 2,45%      | Corumbá                     | Mato Grosso do Sul |
| Clóvis Hugueney             | PSD     | 992     | 2,41%      | Cuiabá                      | Mato Grosso        |
| Antônio Mena Gonçalves      | PSD     | 943     | 2,29%      | Rosário do Sul              | Rio Grande do Sul  |
| Cacildo Arantes Júnior      | UDN     | 877     | 2,13%      | Tangará da Serra            | Mato Grosso        |
| Antônio Ribeiro de Arruda   | PSD     | 837     | 2,03%      | Várzea Grande               | Mato Grosso        |
| Adjalmo Saldanha            | UDN     | 787     | 1,91%      | Cáceres                     | Mato Grosso        |
| André Melchiades de Barros  | UDN     | 782     | 1,90%      | Cuiabá                      | Mato Grosso        |
| Onofre de Queiroz           | UDN     | 762     | 1,85%      | Alta Floresta               | Mato Grosso        |
| Penn de Morais Gomes        | PSD     | 742     | 1,80%      | Pontes e Lacerda            | Mato Grosso        |
| Benedito Vaz de Figueiredo  | UDN     | 734     | 1,78%      | Sinop                       | Mato Grosso        |
| Lenine de Campos Povoas     | UDN     | 692     | 1,68%      | Cuiabá                      | Mato Grosso        |
| José Fragelli               | UDN     | 670     | 1,63%      | Corumbá                     | Mato Grosso do Sul |
| Salviano Mendes Fontoura    | PSD     | 646     | 1,57%      | Coxim                       | Mato Grosso        |
| Luiz Alexandre de Oliveira  | UDN     | 644     | 1,56%      | Barra do Garças             | Mato Grosso        |
| Oclécio Barbosa Martins     | UDN     | 644     | 1,56%      | Rio Brilhante               | Mato Grosso do Sul |
| Audênio Costa Sobrinho      | PSD     | 601     | 1,46%      | Rondonópolis                | Mato Grosso        |
| Otacílio Faustino da Silva  | UDN     | 599     | 1,45%      | Corumbá                     | Mato Grosso do Sul |
| Luís Philippe Pereira Leite | PSD     | 596     | 1,45%      | Cuiabá                      | Mato Grosso        |
| Lício Proença Borralho      | PTB     | 564     | 1,37%      | Uruguaiana                  | Rio Grande do Sul  |
| Gervásio Leite              | PSD     | 554     | 1,34%      | Cuiabá                      | Mato Grosso        |
| José Cerveira               | PSD     | 552     | 1,34%      | Campo Grande                | Mato Grosso do Sul |
| Guilherme Vitorino          | PSD     | 510     | 1,24%      | Sorriso                     | Mato Grosso        |
| José Gomes Pedroso          | PCB     | 510     | 1,24%      | Lucas do Rio Verde          | Mato Grosso        |
| Rádio Maia                  | PCB     | 482     | 1,17%      | Nova Mutum                  | Mato Grosso        |
| Fontes:                     |         |         |            |                             |                    |